# Переяслав (разведывательный корабль)
«Переяслав», при закладке ГС-13 — малый разведывательный корабль проекта 1824Б (тип «Угломер»), англ. Muna class по классификации НАТО), корабль специального назначения Балтийского флота, Черноморского флота ВМФ СССР, после 1995 года Военно-Морских Сил Украины. Бортовой номер А512 (до середины 2018 года U512). 

## Особенности проекта
Корабль ВМС ВС Украины "Переяслав" по своему типу относится к морским самоходным однопалубным судам с кормовым размещением надстройки и машинного отделения.
Проект 1824Б — проект кораблей специального назначения — носителей подводных средств движения, разработанный на базе проекта малого морского транспорта вооружений 1823. В 1977 году с целью скрыть истинное назначение кораблей проект классифицировался как малые гидрографические суда.
Корабли данной серии строились на судостроительных заводах «Вымпел» (город Рыбинск Ярославской области РСФСР) и «Балтия» (город Клайпеда, Литовская ССР). Всего в 1976—1989 годах было построено четыре корабля данного проекта: «Анемометр» (1976 год), «Гироскоп» (1978 год), ГС-13 (1986 год), «Угломер» (1989 год).
Хотя корабли проекта 1824Б и классифицируются как малые разведывательные корабли, они не несут на борту средств радио - и радиотехнической разведки. Комплекс специального вооружения на них включает средства скрытого вывода и приема водолазов-разведчиков и доставки подводных средств движения.

## Служба

### ВМФ СССР
Малое гидрографическое судно с заводским номером 701 было заложено в эллинге судостроительного завода «Балтия» в городе Клайпеда Литовской ССР 5 ноября 1985 года. Судно, получившее в ВМФ СССР название ГС-13, было торжественно спущено на воду 30 ноября 1986 года. 24 декабря 1986 года экипаж заселился на корабль. Первая команда была сформирована из личного состава частей специального назначения — 15 военнослужащих. Командный состав был сформирован из офицеров морских специальностей разведывательных кораблей. Первым командиром корабля стал капитан 3 ранга Оболёшев.
Первое курсовое задание экипаж сдал с хорошей оценкой непосредственно на заводе командованию дивизиона разведывательных кораблей, дислоцировавшемся в городе Балтийск.
В 1987 году 10 января в торжественной обстановке в Балтийске на корабле был поднят флаг гидрографической службы ВМФ СССР.
30 мая того же года корабль взял курс на Ленинград, где пришвартовался у моста Лейтенанта Шмидта. 1 июня, после развода мостов, в сопровождении буксира корабль начал переход по внутренним водным путям в Черное море. Переход был совершен по маршруту река Нева — Ладожское озеро — река Свирь — Онежское озеро — Волго-Балтийский канал — Белозерский канал — Рыбинское водохранилище — река Волга — река Дон — Азовское море — Керченский пролив — Черное море — Севастополь.
В октябре, после сдачи кораблем курсового задания, корабль перешел в военный порт города Очаков, где был подчинен 17-й отдельной бригаде специального назначения Черноморского флота.
В 1991 году корабль, без изменения назначения, был включен в состав 112-й бригады разведывательных кораблей ЧФ и переведен к новому месту базирования — поселка Мирный Евпаторийского горсовета в Крыму.

### ВМС Украины
В ходе раздела Черноморского флота СССР 28 ноября 1995 года корабль передан в состав Военно-Морских Сил Украины, и вернулся к месту базирования в военный порт города Очаков.
В 1995 году 1 декабря на нем поднят украинский военно-морской флаг. В 1997 году корабль получил название «Переяслав» и бортовой номер U512. в течение 15-ти лет (по состоянию на 2011 год) над кораблем шефствует город Переяслав.
19 июня 2012 года Черноморский судостроительный завод  принял судно для ремонта механической части корабля, специального оборудования и приборов, который был завершен 23 октября 2012 года.
1 июня 2013 года «Переяслав» с группой навигационно-гидрографического и гидрометеорологического обеспечения вышли в море для проведения первой гидрографической экспедиции.
15 ноября 2013 года «Переяслав» с группой навигационно-гидрографического и гидрометеорологического обеспечения на борту вышло в море для проведения уже второй гидрографической экспедиции в текущем году, которая продолжалась до конца месяца. Был совершен первый визит ВМС в Мариуполь. В ходе визита корабль посещали учащиеся школ и воспитанники Мариупольского морского лицея, где знакомились со службой и бытом на военном корабле.
В сентябре 2014 года вместе с фрегатом «Гетман Сагайдачный», ракетным катером «Прилуки», учебные катера «Новая Каховка», сторожевым катером «Скадовск» и пассажирским катером «Сокаль» принял участие в военно-морских учениях «Си-Бриз 2014».
«Переяслав» 15 декабря 2015 года в 10.15 подошел к самоподъемной плавучей буровой установке (СПБУ) «Таврида» на Голицынском месторождении, осуществлявшей добычу природного газа под российским флагом. Командир корабля связался по радиостанции с СПБУ «Таврида» с требованием предоставить информацию о составе экипажа и целях нахождения российской буровой установки в данном районе Украины. Капитан СПБУ проигнорировал требования капитана «Переяслава».
В июле 2016 года корабль участвовал в праздновании дня ВМС в Николаеве.
В августе 2018 года принимал участие в военных учениях «Шторм-2018».
В августе 2019 года корабль доставил личный состав, военную технику и вооружение 503-го отдельного батальона морской пехоты, для участия в учениях «Agile Spirit 2019» в порту Поти в Грузии. После выхода из территориальных вод Украины, его начал сопровождать корабль Черноморского флота России — противолодочный корабль «Касимов». Во время обратного перехода в Украину малого разведывательного корабля «Переяслав» ВМС ВС Украины из порта Поти в Грузии, его также сопровождали корабли Черноморского флота России — морской тральщик проекта 12600 «Железняков» и ракетный катер проекта 1241.1 «Набережные Челны».
В ноябре 2019 года в ходе операции по возвращению катеров захваченных Россией во время инцидента в Керченском проливе, малый разведывательный корабль «Переяслав» встретил вблизи мыса Тарханкут малый бронированный артиллерийский катер «Никополь» и буксовал в акватории порта Очаков. После его с помощью двух скоростных катеров типа Willard доставили к причалу базы ВМС ВС Украины.
26 августа 2021 года вместе с санитарным катером «Сокаль» зашел для проведения докового ремонта на ГП «Николаевский судостроительный завод».
10 февраля 2022 года после докового ремонта на Николаевском судостроительном заводе вышел на службу.